# Nyctycia mesomelana
Nyctycia mesomelana är en fjärilsart som beskrevs av George Francis Hampson 1902. Nyctycia mesomelana ingår i släktet Nyctycia och familjen nattflyn. Inga underarter finns listade i Catalogue of Life.